# Llista de municipis de Bèlgica per població
Llista dels 25 municipis més poblats de Bèlgica el 2025.
| Posició | Topònim                                  | Població (hab.) | Població (hab.) | Província          | Arrondissement     |
| Posició | Topònim                                  | 2000            | 2025            | Província          | Arrondissement     |
| ------- | ---------------------------------------- | --------------- | --------------- | ------------------ | ------------------ |
| 1       | Anvers                                   | 456.898         | 562.002         | Província d'Anvers | Anvers             |
| 2       | Gant                                     | 224.180         | 272.657         | Flandes Oriental   | Gant               |
| 3       | Charleroi                                | 200.827         | 205.763         | Hainaut            | Charleroi          |
| 4       | Brussel·les                              | 133.859         | 198.314         | -                  | Bruxelles-Capitale |
| 5       | Lieja                                    | 185.639         | 197.323         | Província de Lieja | Lieja              |
| 6       | Schaarbeek                               | 105.692         | 128.775         | -                  | Brussel·les        |
| 7       | Anderlecht                               | 87.812          | 128.724         | -                  | Brussel·les        |
| 8       | Bruges                                   | 116.264         | 120.283         | Flandes Occidental | Bruges             |
| 9       | Namur                                    | 105.419         | 115.029         | Província de Namur | Namur              |
| 10      | Lovaina                                  | 88.084          | 104.906         | Brabant flamenc    | Lovaina            |
| 11      | Molenbeek-Saint-Jean Sint-Jans-Molenbeek | 71.219          | 98.713          | -                  | Brussel·les        |
| 12      | Mons                                     | 90.935          | 97.120          | Hainaut            | Mons               |
| 13      | Aalst                                    | 84.859          | 92.131          | Flandes Oriental   | Aalst              |
| 14      | Hasselt                                  | 76.068          | 90.249          | Limburg (Bèlgica)  | Hasselt            |
| 15      | Ixelles Elsene                           | 73.174          | 89.897          | -                  | Brussel·les        |
| 16      | Mechelen                                 | 75.438          | 89.655          | Província d'Anvers | Mechelen           |
| 17      | Beveren-Kruibeke-Zwijndrecht             | 77.334          | 87.927          | Flandes Oriental   | Sint-Niklaas       |
| 18      | Uccle Ukkel                              | 74.221          | 87.194          | -                  | Brussel·les        |
| 19      | Sint-Niklaas                             | 68.290          | 82.661          | Flandes Oriental   | Sint-Niklaas       |
| 20      | La Louvière                              | 76.568          | 81.674          | Hainaut            | La Louvière        |
| 21      | Kortrijk                                 | 74.790          | 80.776          | Flandes Occidental | Kortrijk           |
| 22      | Oostende                                 | 67.279          | 72.817          | Flandes Occidental | Oostende           |
| 23      | Tournai                                  | 67.379          | 68.991          | Hainaut            | Tournai-Mouscron   |
| 24      | Genk                                     | 62.842          | 68.058          | Limburg (Bèlgica)  | Hasselt            |
| 25      | Roeselare                                | 54.199          | 66.888          | Flandes Occidental | Roeselare          |